# Saša Rašilov (Schauspieler, 1972)

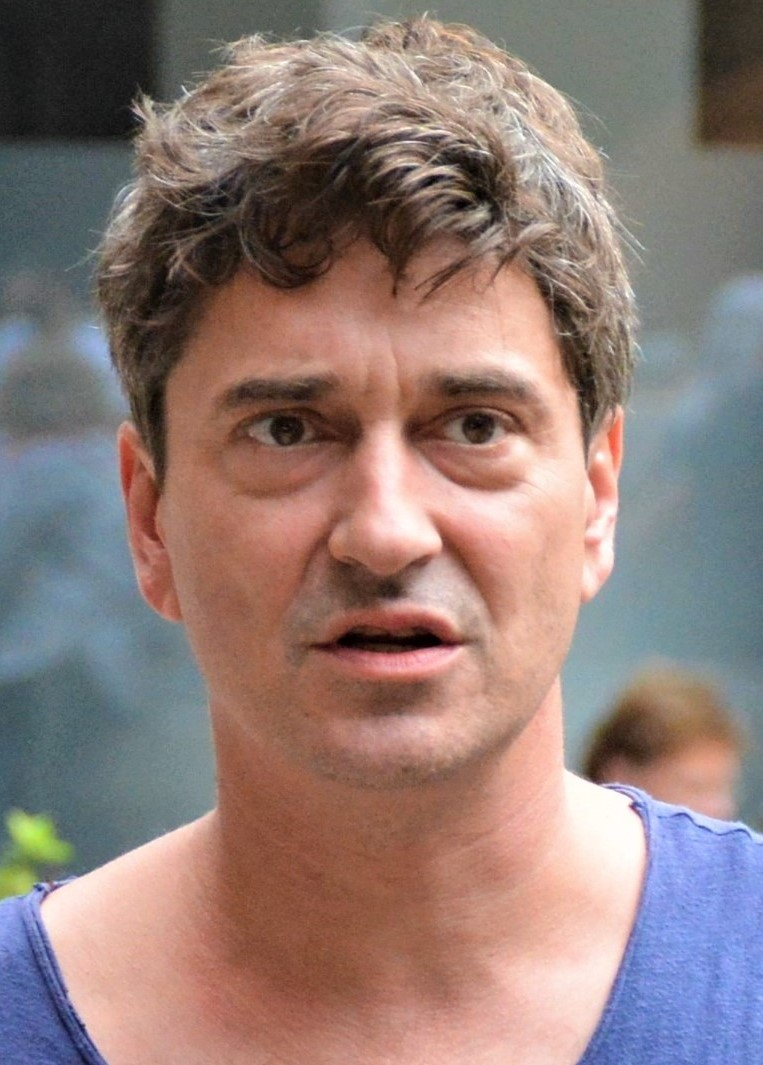
Saša Rašilov 2018

Saša Rašilov (* 26. Juli 1972 in Prag) ist ein tschechischer Schauspieler.

## Leben
Saša Rašilov ist der Sohn des Kameramannes Saša Rašilov und Enkel des Schauspielers Saša Rašilov. Sein Bruder Václav Rašilov, seine ehemalige Frau Vanda Hybnerová, mit der er zwei Kinder hat, und seine jetzige Frau Lída Rašilovová, mit der er eine Tochter hat, sind ebenfalls Schauspieler.
Rašilov studierte an der Musik- und Theaterabteilung des Prager Konservatorium und danach von 1990 bis 1994 an der Theaterfakultät der Akademie der darstellenden Künste in Prag.
Er ist am Theater tätig und synchronisiert Schauspieler wie Johnny Depp.

## Filmografie (Auswahl)
Die folgende liste beinhaltet sowohl Filmrolle wie auch Rolle in Fernsehfilmen und -serien:
- 1983–1984: Doktor z vejminku
- 1992: Klíček ke štěstí
- 1993: Šakalí léta
- 1994: Příběh kriminálního rady
- 1996: Das Zauberbuch (Kouzelný měšec)
- 1996: Život na zámku
- 1996: Lékárníkových holka
- 1997: Černokněžník
- 1999: Nenávist
- 2000: Hríšní lidé města brněnského
- 2000: Gambit
- 2001: Černí andělé
- 2002: Samota
- 2002: O ztracené lásce
- 2002: Wie die Liebe schmeckt (Jak chutnà láska)
- 2002: Napoleon
- 2003: Duch modrého pokoje
- 2003: Das Krankenhaus am Rande der Stadt – 20 Jahre später (Nemocnice na kraji města po dvaceti letech)
- 2004: Duše jako kaviár
- 2004: Tajné sny
- 2004: In nomine patris
- 2004: Křesadlo
- 2004: Nadměrné maličkosti: Duch modrého pokoje
- 2005: Román pro ženy
- 2006: Úcastníci zájezdu
- 2006: To nevymysli!
- 2007: Trapasy
- 2007: Swingtime
- 2008: Sofie a ukradený poklad
- 2008: Nemocnice na kraji města – nove osudy
- 2007–2009: Velmi křehké vztahy
- 2009: Jménem krále
- 2010: Bastardi
- 2010: Dokonalý svět
- 2012: Zázraky zivota
- 2013: Hexenšus
- 2013: Kriminálka Staré Město
- 2013: Sněžný drak
- 2015: Malý pán
- 2015: Rudyho má každý rád
- 2016: V.I.P. vraždy
- 2017: Bohéma
- 2017: Labyrint
- 2018: Věčně tvá nevěrná
- 2017–2018: Ohnivý kuře
- 2018: Balada o pilotovi
- 2018: Tátové na tahu
- 2017–2019: Temný kraj
- 2019–2020: Modrý kód
- 2020: Sestřičky Modrý kód
- 2024–2025: Die Gasse